# Korpus Milicji Konnej Ziemi Drohickiej
Korpus Milicji Konnej Ziemi Drohickiej – polski oddział kawalerii wchodzący w skład wojsk powstańczych okresu insurekcji kościuszkowskiej.

## Formowanie
Szwadron sformowany został po raz pierwszy w czerwcu 1794 na ziemi drohickiej przez generała majora Karola Urbańskiego. 
26 czerwca Urbański przyprowadził do obozu gen. mjr. Karola Sierakowskiego w Wysokiem Litewskiem około 300 żołnierzy pospolitego ruszenia, w tym około 70 szlachty na koniach. Wydzielono z nich 74 konnych i utworzono  szwadron pod nazwą  „kawaleria drohicka”. Kawalerzyści walczyli pod Krupczycami, a dwa dni później zostali rozproszeni pod Terespolem.
W sierpniu gen. mjr Urbański odebrał od komisji porządkowej drohickiej 200 50-dymowych rekrutów i na rozkaz gen. lejtn. Jakuba Jasińskiego odesłał ich w Lubelskie na wsparcie dywizji gen. mjr. Antoniego Baranowskiego. Oddział ten w raportach wojskowych również nosi nazwę  „kawalerii drohickiej”. 13 października on liczył 197 konnych. Na Pradze dołączyły do korpusu kawalerii drohickiej resztki oddziału 10 dymowych rekrutów drohickich, rozproszonego 17 października między Sokołowem Podlaskim a Węgrowem  prowadzonych do Warszawy przez gen. mjr. Urbańskiego. 2 listopada, po dołączeniu  kantonistów Urbańskiego  kawaleria drohicką stała w obozie pod Pragą w sile 221 osób i 223 koni.

## Żołnierze korpusu
Organizatorem szwadronu był generał major Karol Urbański. Dowodził jednostką od 20 października do szturmu Pragi. Drugim korpusem dowodził mjr Jan Kuczyński. 